# Nikola Milenković
Nikola Milenković (serbisk kyrilliska: Никола Миленковић), född 12 oktober 1997 i Belgrad, är en serbisk fotbollsspelare som spelar för Nottingham Forest. Han representerar även det serbiska landslaget.

## Landslagskarriär
I november 2022 blev Milenković uttagen i Serbiens trupp till VM 2022.